# Bandiera del Connacht

La bandiera del Connacht

La bandiera del Connacht è il vessillo dell'omonima provincia irlandese. Risulta essere un simbolo di araldica e consiste nella fusione di due stemmi del Connacht: un'aquila, nella metà sinistra e un braccio impugnante una spada nella metà destra. Il documento più antico concernente questi simboli è una mappa di Galway datata 1651 e conservata alla biblioteca del Trinity College.
Questi stemmi sono associabili, per somiglianza, a quelli del monastero irlandese di Ratisbona, Baviera, risalenti all'XI secolo. Risulta tuttavia poco chiaro come questi simboli, collocati nel cuore del Sacro Romano Impero, siano associabili alla provincia irlandese. Una possibile, seppure debole risposta alla questione può essere rinvenuta nel museo vaticano che contiene un necrologio degli ecclesiastici e potenti irlandesi, le cui morti sono state registrate col luogo del trapasso e con una serie di riferimenti di amicizia verso personalità di spicco nel resto dell'Europa. Ebbene nella sezione "KINGS" della summenzionata necrologia si fa riferimento a Donnchadh e Domhnall MacCarthy, dominatori del Desmond, cui furono concessi gli stemmi di Schottenkloster (Baviera), come attestati di amicizia. Se questa donazione avvenne anche ad altri benefattori menzionati nel necrologio, da parte della casata bavarese, inizia ad emergere il collegamento col Connacht. Infatti l'ultima voce si riferisce a Ruaidhri O Conchobhair, re del Connacht, che negli anni di declino spese molto tempo nel monastero di Cong, che aveva relazioni con molte istituzioni monastiche della Germania imperiale.